# Phyllachora cinnamomi
Phyllachora cinnamomi är en svampart som beskrevs av Hansf. 1958. Phyllachora cinnamomi ingår i släktet Phyllachora och familjen Phyllachoraceae.   Inga underarter finns listade i Catalogue of Life.